# Muhammad Ali Bogra

Muhammad Ali Bogra (1953)

Muhammad Ali Bogra (Bengalisch: মোহাম্মদ আলী বগুড়া, Mohāmmad Ālī Baguṛā; * 19. Oktober 1909 in Barisal; † 23. Januar 1963 in Dhaka) war ein pakistanischer Politiker bengalischer Herkunft. Er war Premierminister von Pakistan von 1953 bis 1955.

## Leben
Muhammad Ali Bogra stammte aus einer Familie muslimischer Herrscher (Nawabs) von Bengalen. Er studierte an der Universität Calcutta und begann danach eine politische Karriere. Im Jahre 1937 wurde er in das Parlament der Provinz Bengalen gewählt und wurde unter dem Chief Minister der Provinz, Khawaja Nazimuddin, Gesundheitsminister.
Nach der Unabhängigkeit Pakistans 1947 wurde Bogra in den Auswärtigen Dienst versetzt und diente in Birma (Myanmar), Kanada und schließlich als Botschafter in den USA.

## Politische Karriere
Im Jahre 1953 wurde Bogra als Nachfolger von Khawaja Nazimuddin Premierminister und begann damit, eine neue Verfassung für Pakistan zu entwerfen. Nach der sogenannten „Bogra-Formel“ sollte Pakistan ein Zwei-Kammer-Parlament bekommen. Das Oberhaus sollte 50 Sitze haben, zehn für jede Provinz. Da Westpakistan vier Provinzen hatte, hätte es 40 Sitze bekommen, das viel bevölkerungsreichere Ostpakistan nur zehn. Das Unterhaus sollte 300 Abgeordnete haben, die sich nach der Bevölkerung verteilten: Westpakistan 135 Sitze, Ostpakistan 165. Wenn der Präsident ein Westpakistaner war, musste der Premier aus Ostpakistan kommen, oder umgekehrt. Der Plan war sehr populär, aber verschwand in der Versenkung, als Ghulam Muhammad das Parlament gegen Ende 1953 auflöste.
Bogra wurde gezwungen, zurückzutreten und ging auf seinen alten Posten als Botschafter in die Vereinigten Staaten zurück.
Erst 1962 machte er wieder einen Karrieresprung und wurde Außenminister. Schon ein Jahr später starb Muhammad Ali Bogra und wurde in seiner Heimatstadt Bogra im heutigen Bangladesch begraben.